# Rachid Azzouzi
Mohamed Rachid Azzouzi (arab. راشد عزّوزي; ur. 10 stycznia 1971 w Fezie) – marokański piłkarz grający na pozycji pomocnika.
Grał w amatorach 1. FC Köln, MSV Duisburg, Fortuna Köln, SpVgg Greuther Fürth i chiński Chongqing Lifan.
Z reprezentacją Maroka wystąpił na Mistrzostwach Świata w piłce nożnej w 1994 i 1998 roku oraz na i Letnich Igrzyskach Olimpijskich w 1992 roku.
W maju 2012 został dyrektorem sportowym w klubie FC St. Pauli.